# 철십자 훈장
《철십자 훈장》(Cross of Iron)은 1977년 샘 페킨파 감독, 제임스 코번 등 주연으로 제작된 영국의 전쟁영화이다. 제2차 세계 대전 당시 동부전선에서 붉은 군대가 독일 국방군의 쿠반 교두보를 공격한 1943년 말의 캅카스 작전을 배경으로 하고 있다.
영화는 철십자 훈장을 받을 생각에 몰두한 프로이센 귀족 출신의 신임장교와 전쟁에 이골이 난 냉소적인 부사관 사이의 계급적 갈등을 줄거리로 삼고 있다. 1956년 빌리 하인리히가 쓴 소설 《인내하는 살덩어리》의 영화화로서, 원작 소설은 요한 슈베르트페거의 실화에 기반하고 있다.
유고슬라비아 사회주의 연방공화국에서 로케이션 촬영했으며 고증에 맞는 진품 전차를 비롯한 장비들이 사용된 것으로 이름높다.

## 줄거리
1943년 동부 전선, 소련군의 공세가 거세지는 가운데 독일군 하사관 롤프 슈타이너는 베테랑 병사로서 전투 경험이 풍부하다. 어느 날, 적 박격포 진지를 습격하는 과정에서 러시아 소년병을 포로로 잡게 된다. 그 와중에 새로 부임한 귀족 출신의 대위 스트란스키는 철십자 훈장을 탐내며 전선으로 온 인물로, 포로를 즉결 처분하려 하지만 슈타이너는 거부한다. 스트란스키는 슈타이너를 상사로 진급시키고, 자신의 동성애 성향을 숨기는 부관 트리에비히를 눈여겨본다.
부대원들의 축하 속에서 소대장 마이어의 생일 파티가 열린다. 슈타이너는 잡았던 소년병을 풀어주려 전방으로 데려가지만, 소련군의 대대적인 공격으로 소년병은 사망하고 독일군은 방어에 나선다. 격렬한 전투 중 마이어가 전사하고 슈타이너는 부상을 입고 병원으로 후송된다.
병원에서 치료받는 동안 슈타이너는 간호사와 로맨틱한 관계를 맺지만, 곧 전선으로 복귀한다. 그곳에서 슈타이너는 마이어가 이끈 반격 작전으로 스트란스키가 철십자 훈장 후보에 올랐다는 사실을 알게 된다. 스트란스키는 훈장 수상을 위해 트리에비히를 협박하고, 슈타이너에게도 자신의 거짓 증언을 해달라고 제안한다. 하지만 슈타이너는 장교들을 불신하며 결정을 보류한다.
부대 퇴각 명령에도 불구하고 스트란스키는 슈타이너의 소대에 이 사실을 알리지 않는다. 적진을 뚫고 후퇴하던 중, 슈타이너의 소대는 러시아 여자 병사들을 포로로 잡는다. 그 사이, 나치 당원 졸은 여자 병사를 강간하려다 반격당해 살해하고, 여자들을 감시하던 젊은 병사 디츠도 죽음을 맞는다. 슈타이너는 졸을 러시아 여자 병사들에게 넘기고, 그들의 군복을 빼앗아 위장한다.
독일군 진영에 가까워진 슈타이너의 소대는 무전으로 아군 오사를 막으려 하지만, 스트란스키는 트리에비히에게 슈타이너 일행을 러시아군으로 오인해 사살하라고 명령한다. 이 공격으로 슈타이너와 크뤼거, 안젤름만이 살아남는다. 슈타이너는 트리에비히를 죽이고 크뤼거를 소대장으로 임명한 뒤, 스트란스키를 찾아나선다.
소련군의 대규모 공격이 시작되고, 브란트 대령은 키젤에게 전쟁 후 독일 재건을 위해 살아남으라고 명령한다. 슈타이너는 스트란스키를 발견하지만, 그를 죽이는 대신 총을 주고 "철십자 훈장이 자라는 곳"을 보여주겠다고 제안한다. 스트란스키는 제안을 수락하고, 둘은 전투 속으로 뛰어든다. 영화는 MP40 총을 재장전하는 법을 모르는 스트란스키가, 슈타이너가 풀어준 소년병과 닮은 러시아 소년병에게 총격을 당하는 장면으로 끝맺는다. 슈타이너는 웃기 시작하고, 그의 웃음소리는 2차 세계 대전과 이후 전쟁들의 민간인 희생자들의 흑백 이미지들과 함께 엔딩 크레딧까지 이어진다.

## 출연
- 제임스 코번 - 롤프 슈타이너 상사 역
- 막시밀리안 셸 - 슈트란스키 대위 역
- 제임스 메이슨 - 브란트 대령 역
- 데이비드 워너 - 키젤 대위 역
- 클라우스 뢰비치 - 크뤼거 하사 역
- 바딤 글로브나 - 소총수 케른 역
- 로거 프리츠 - 트리비히 소위 역
- 디터 시도어 - 소총수 안젤름 역
- 부르크하르트 드리스트 - 소총수 마흐 역
- 프레트 슈틸크라우트 - 카를 라이제나워
- 미하엘 노브카 - 소총수 디츠 역
- 베로니크 벤델 - 마르가 역
- 아르투어 브라우스 - 소총수 촐 역
- 젠타 베르거 - 에바 역
- 이고르 갈로 - 마이어 소위 역
- 슬라브코 슈티마츠 - 러시아 소년 역
- 데메테르 비텐츠 - 푸허 대위 역
- 블라단 지브코비치 - 볼프 역
- 바타 카메니 - 요제프 케플러 역
- 헤르미나 피피니치 - 러시아 소령 역

## 기타
- 미술: 브라이언 아크랜드 스노우
- 미술: 테드 하워스